# Abū l-Fazl Baihaqī
Abū l-Fazl Muḥammad b. Ḥusain Baihaqī (persisch ابوالفضل محمد بن حسین بیهقی; * 995/6; † 1077) war Verfasser eines umfassenden Geschichtswerks zur Ghaznavidenzeit, Tārīch-i Baihaqī. Als Sekretär (dabīr) am Hof der Ghaznaviden (997–1186) hatte er umfangreichen Einblick in die administrativen und diplomatischen Abläufe seiner Zeit, von denen er in seinem Werk berichtet.

## Werdegang
Geboren wurde Baihaqī im Jahr 995/6. Er stammte aus dem Ort Baihaq in der Nähe von Nischapur. Vermutlich war bereits sein Vater als dabīr am Hof tätig. Dieser Posten war zur damaligen Zeit angesehen und wurde häufig innerhalb einzelner Familien tradiert. Über Baihaqīs Familie ist ansonsten nichts bekannt.
Abū l-Fazl Baihaqī studierte in Nishapur und trat um 1021 in den Dienst von Maḥmūd von Ghazna. Zu dieser Zeit war Abū Naṣr Muškān Kanzleichef (ṣāḥib-i divān) der Ghaznaviden. Über einen Zeitraum von 19 Jahren arbeitete Baihaqī mit Abū Naṣr Muškān zusammen, der ihn für die Tätigkeit in der Kanzlei ausbildete, ihn förderte und unterstützte. Als Abū Naṣr Muškān im Jahr 1039 starb, veränderte sich Baihaqīs Stellung innerhalb der Kanzlei. Eigentlich sollte er zum Nachfolger von Abū Naṣr Muškān ernannt werden, wurde aber als noch zu jung für diesen Posten erachtet. Stattdessen wurde Abū Sahl Zauzanī zum neuen Kanzleichef, zu dem Baihaqī jedoch kein gutes Verhältnis hatte. Ein möglicher Grund hierfür ist, dass Abu Sahl keine klassische Karriere als dabīr absolviert hatte, und von Baihaqī als nicht fähig genug erachtet wurde.
Trotz dieser Schwierigkeiten blieb Baihaqī im Amt. Nachdem er in der Regierungszeit von ‘Abd-al-Rašīd (1049–52) doch noch zum Kanzleichef aufgestiegen war, erfolgte kurz darauf seine Festnahme. Darüber hinaus wurde sein Besitz konfisziert. Die Ursachen hierfür sind unklar. Man geht jedoch davon aus, dass der wichtigste Grund für Baihaqīs Inhaftierung die Machenschaften seiner Feinde waren.
Nach der Ermordung von ‘Abd-al-Rašīd durch einen Sklaven verschlechterten sich die Haftbedingungen von Baihaqī zunächst. Er wurde dann jedoch freigelassen und kehrte sogar in den Staatsdienst zurück. Es ist nicht ganz klar, ob Baihaqī noch unter Sultan Farruḫzād (r. 1052–59) als dabīr diente. Mindestens die letzten 20 Jahre seines Lebens widmete Baihaqī dem Abfassen seines Geschichtswerkes, in dieser Zeit hatte er keine offiziellen Posten mehr inne. Baihaqī starb im Jahre 1077.